# Ludwig von Cuny

Ludwig von Cuny

Ludwig von Cuny (* 14. Juni 1833 in Düsseldorf; † 20. Juli 1898 in Berlin) war ein deutscher Rechtswissenschaftler und nationalliberaler Politiker.

## Leben
Cuny stammte von einer hugenottischen Familie ab, die Ende des 17. Jahrhunderts als Glaubensflüchtlinge aus Bar-le-Duc über Berlin nach Magdeburg gezogen war. Er war der Sohn des 1840 geadelten Regierungsbeamten Christoph von Cuny und der Friederike Schneider. Er besuchte Gymnasien in Aachen, Koblenz, Berlin und Kleve. Danach studierte er zunächst in Bonn dann in Berlin Rechtswissenschaft. Ab 1851 war Cuny Mitglied des Corps Teutonia Bonn, damals noch Burschenschaft. 1852 trat er der Alten Berliner Burschenschaft Teutonia und später der Burschenschaft Arminia Berlin bei. Nach den Examen trat er in den preußischen Justizdienst. Im Jahr 1870 war er Assessor am Landgericht Bonn. Als freiwilliger Krankenpfleger machte er den Deutsch-Französischen Krieg mit. Dabei rüstete er eine Sanitätskolonne aus eigenen Mitteln aus. Noch im Jahr 1870 wurde er Untersuchungsrichter beim neuen Generalgouvernement Elsaß-Lothringen mit Sitz in Hagenau. Einige Monate später wurde er Vorsitzender des ständigen Kriegsgerichts für das Elsass. Außerdem war er stellvertretender Kommissar für die Liquidation der französischen Bank in Straßburg. Er plädierte unter anderem für die Wiederherstellung der ordentlichen Gerichtsbarkeit an Stelle der Kriegsgerichte. Nach Aufhebung der Kriegsgerichtsbarkeit wurde Cuny Appellationsgerichtsrat in Colmar. Im Jahr 1873 schied er wegen seiner politischen Aktivitäten aus dem Dienst aus. Im Jahr 1875 wurde Cuny zum a.o. Professor für Rechtswissenschaft in Berlin. Seine Schwerpunkte waren das französische Recht und Verfassungsfragen. Die Stundenzahl der Dozentur war allerdings so gering, dass er sich hauptsächlich der Politik widmen konnte. Ab 1889 war Cuny o. Professor.

## Politik
Der Grund für die Aufgabe des Justizdienstes war seine Wahl in das preußische Abgeordnetenhaus für den Wahlkreis Lennep-Solingen-Remscheid. Im Jahr 1874 folgte die Wahl in den Reichstag für den Wahlkreis Dessau-Zerbst. Mit kurzen Unterbrechungen im Reichstag blieb er bis zu seinem Tod Mitglied beider Häuser. In beiden Parlamenten vertrat er die Nationalliberale Partei. In der Partei saß Cuny von 1881 bis 1898 im Vorstand beziehungsweise Zentralvorstand. Er war einer der wichtigsten juristischen Experten der Nationalliberalen.

### Preußisches Abgeordnetenhaus
Von 1873 bis 1898 war Cuny Mitglied des Preußischen Abgeordnetenhauses, wo er den Wahlkreis Düsseldorf 1 (Lennep – Solingen – Remscheid) vertrat. Während des Kulturkampfes vertrat Cuny den Grundsatz der Vorrangstellung des Staates vor der Kirche. In verschiedenen Bereichen beantragte er noch, Verschärfungen der von der Regierung vorgelegten Entwürfe zu fordern. Daneben setzte sich Cuny im Abgeordnetenhaus für das in der Rheinprovinz geltende französische Recht ein und versuchte die Übertragung altpreußischer Einrichtungen zu verhindern.

### Reichspolitik
Auf Reichsebene tat sich Cuny vor allem im Bereich der Gesetzgebung zum bürgerlichen Rechts hervor. Ursprünglich Freihändler tat sich Cuny schwer mit der Wendung von Otto von Bismarck zur Schutzzollpolitik. Nachdem er das Reichstagsmandat im Reichstagswahlkreis Herzogtum Anhalt 1 1881 verloren hatte, war er ab 1884 Abgeordneter für den Wahlkreis Kreuznach-Simmern. Zwar gab es unterschiedliche Meinungen zwischen Cuny und seinen Wählern, aber dieser setzte sich aktiv für die Interessen seines Wahlkreises etwa durch die Bemühungen um ein Weingesetz ein. Im Jahr 1884 wurde Cuny Mitglied in der preußischen Hauptverwaltung für Staatsschulden. Die Erfahrungen, die er dort sammelte, führten zum Eintreten für die Schaffung eines Staats- und Reichsschuldbuches.
Während der Debatte um die Fortführung des Sozialistengesetzes hat Cuny den Kurs seiner Partei wesentlich bestimmt. Sein Eintreten gegen die Ausweisungsbefugnis der Regierungen hat zum parlamentarischen Scheitern des Gesetzes beigetragen. Auf der anderen Seite hat sich Cuny immer gegen das Ende des Jesuitengesetzes gewehrt.
Im Jahr 1890 wurde Cuny Mitglied der Börsenenquetekommission des Reichstages. Ziel war es, Auswüchse im Börsengeschäft zu bekämpfen. Cuny trat für eine stärkere staatliche Kontrolle des Börsenverkehrs ein. In diesem Sinne hat er verschiedene Gesetzesinitiativen gestartet. Zwischen 1892 und 1896 nahm Cuny an den Beratungen zur Vorbereitungen des Bürgerlichen Gesetzbuches teil. Auch in diesen Diskussionen setzte er sich für die Prinzipien des französischen Rechts ein. Ihn der Ehefrage kam er der katholischen Seite entgegen.
Im Reichstag hatte Cuny die Leitung der für die Beratung des BGB und der zugehörigen Nebengesetze zuständigen Kommission inne.

## Unterstützungen
Cuny kümmerte sich um die Auswanderungspolitik und war ein Anhänger der Kolonialpolitik. Den Kolonialverein hat er mit finanziellen Mitteln unterstützt.
Materiell gefördert hat er auch die Universität Bonn. Zu ihrem fünfzigjährigen Bestehen hat Cuny 30.000 Mark für die Unterstützung bedürftiger Privatdozenten zur Verfügung gestellt. Unter anderem hat Cuny des historiographischen Außenseiter Karl Lamprecht nicht nur durch derartige Stipendien, sondern auch durch Empfehlungen aktiv unterstützt. In seinem Testament bedachte er die Friedrich-Wilhelms-Universität Berlin mit einem Legat von 300.000 Mark (1871) und vermachte ihr einen Teil seiner Bibliothek.